# エンリコ・プレツィオージ
エンリコ・プレツィオージ（Enrico Preziosi、1948年2月18日 - ）はイタリアの実業家。サッカー・セリエA、ジェノアCFC会長(2003年- )。

## 経歴
プレツィオージはイタリア有数の玩具会社ジョキ・プレツィオージ社(Giochi Preziosi)を設立し、一代にしてイタリア有数の大富豪となった。ジョキ・プレツィオージ社は世界にも進出しており、2008年3月には中国の工場で一度、有毒な原料使用が問題となったこともある。
ジョキ・プレツィオージ社のヒット商品に、フィギュアの「ゴルミーティ(Gormiti)」がある。

## ジェノア会長
プレツィオージは自らの私財を投じてサッカークラブ経営に乗り出す。サッカークラブの運営により自己をアピールする狙いもあり、メディアへの積極的な露出・補強面での大規模な資金投入が目立つ。
コモ・カルチョなどの買収を経てより有名なクラブのオーナーを目指し、2002年のフィオレンティーナ破産の際には買収も噂されたが、この時はデッラ・ヴァッレ(フィレンツェ財界の中心人物)がオーナーの座に就いた。2003年7月には財政破綻の危機に陥った名門ジェノアCFCを買収し、莫大な資金を投下して積極的な補強を行なっている。
ジェノアのセリエA昇格を目指し、ロベルト・ドナドーニ、ルイジ・デ・カーニオと、次々と監督に招聘するが、昇格には至らなかった。2004-05シーズンにはセルセ・コズミ監督指揮下、ディエゴ・ミリートらの活躍もありセリエA昇格を決めたが、プレツィオージ会長による最終節SSCヴェネツィア戦での買収工作が発覚し、セリエC1降格処分となった。プレツィオージらクラブ首脳はこの時の不正工作について公判中である。昇格決定時、今野泰幸のジェノアへの移籍が噂されていたが、降格処分により立ち消えとなった。2005年10月にはテレビ番組の中継で、ジェノア元監督フランコ・スコーリオとの討論中に、買収工作に激怒したスコーリオが心臓発作で死去する悲劇が起きている。
しかしプレツィオージのクラブへの投資は続き、2005-06シーズンはセリエB昇格を果たす。2006-07シーズン、ジェノアはジャン・ピエロ・ガスペリーニ監督の下でセリエB3位となり、13シーズンぶりのセリエA復帰を決めた。プレツィオージ会長は積極的な補強を行ない、マルコ・ボリエッロ、アブドゥレイ・コンコ、マッテオ・パーロらを加入させ、ガスペリーニの攻撃的サッカーで見事に10位に食い込んだ。
2008-09シーズンにはさらなる躍進を目指し、FWディエゴ・ミリート、ラファエレ・パッラディーノ、MFジャンドメニコ・メスト、アンドレア・ガスバッローニ、ティアゴ・モッタらを補強している。特にミリートの復帰はミリート本人、サポーター双方を喜ばせるものであった。ガスペリーニの采配、プレツィオージの補強の成功により、5位という好成績を収め、UEFAヨーロッパリーグ出場権を獲得した。シーズン終了後にはモッタとミリートをインテルへ売却し、エルナン・クレスポ、アルベルト・サパテル、エミリアーノ・モレッティなど優秀な人材を確保。
買収疑惑など批判は少なくないものの、実業家としての優れた手腕やクラブへの熱心な投資と成功は評価されており、ジェノアのティフォージもプレツィオージを支持している。

## エピソード
- コモの会長だった頃、当時15歳のリオネル・メッシがトライアルを受けに来た。プレツィオージ自身は獲得に乗り気だったが、他の役員からの賛同を得られなかったため獲得を見送ったことがある。5万ユーロ（当時のレートで630万円）を支払えば彼を獲得できていた為、現在の活躍を見るたびにほろ苦い思いをしているという。
- 過去にジェノアに在籍していたポルトガル代表ミゲル・ヴェローゾはプレツィオージの娘パオラと2013年に結婚した為に義理の息子に当たる。